# Geoffrey
Geoffrey  è un nome proprio di persona inglese maschile.

## Varianti
- Maschili: Jeffrey[1], Geffrey[1], Jeffery[1], Jeffry[1]
  - Ipocoristici: Geoff[1], Jeff[1], Jep[1]

### Varianti in altre lingue
- Francese: Geoffroy[1]
- Francese antico: Geuffroi[2]
- Francese medio: Geoffroi[1]
- Gallese: Sieffre[1]
- Irlandese: Séafra[1], Siothrún[1], Seathrún
- Italiano: Giuffrido, Giuffrida
- Latino medievale: Gaufridus[2]

## Origine e diffusione
Continua un nome normanno di origine germanica: mentre il secondo elemento che lo compone è identificabile sicuramente con fridu (o frid, "pace"), il primo è dubbio. Può essere gewi (o gawia, "territorio", "distretto"), walah ("straniero") o anche gisil ("ostaggio"): le forme germaniche sarebbero state rispettivamente Gaufrid, Walahfrid e Gisilfrid. È altresì possibile che ci fossero in origine due nomi distinti, fusi successivamente in un'unica forma. Nel Tardo Medioevo, il nome venne ulteriormente confuso con Godfrey (da cui l'italiano Goffredo).
La sua diffusione è attestata sin dall'XI secolo in Inghilterra: introdottovi dai Normanni, divenne popolare nel ceto nobiliare. Il suo uso sfumò col finire del Medioevo, ma venne riportato in voga nel XX secolo, spesso nella forma Jeffrey. Dal nome deriva, tramite un cognome, il nome inglese Jefferson.
Per quanto riguarda l'Italia, vi giunse in forme ormai desuete quali Giuffrido e Giuffrida, tramite l'adattamento delle forme francesi.

## Onomastico
L'onomastico si può festeggiare lo stesso giorno di Goffredo (a causa della confusione fra i due nomi, sostanzialmente tutti i santi di nome Goffredo sono noti, in inglese, sia come Godfrey che come Geoffrey, oltre che con altre varianti di entrambi i nomi).

## Persone

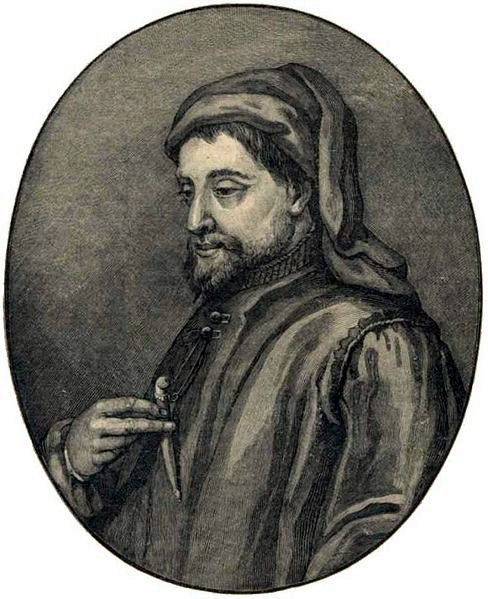
Geoffrey Chaucer

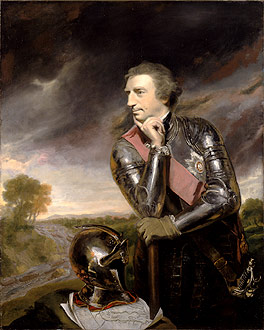
Jeffrey Amherst

- Geoffrey Arend, attore statunitense
- Geoffrey Chaucer, scrittore, poeta, cantante, burocrate e diplomatico britannico
- Geoffrey Downes, tastierista britannico
- Geoffrey Grey, violinista, direttore d'orchestra e compositore britannico
- Geoffrey Kondogbia, calciatore centrafricano naturalizzato francese
- Geoffrey A. Landis, scrittore statunitense
- Geoffrey Lewis, attore statunitense
- Geoffrey Rush, attore e produttore cinematografico australiano
- Geoffrey Wilkinson, chimico britannico

### Variante Geoffroy
- Geoffroy de Donjon, Gran Maestro dell'Ordine di Malta
- Geoffroy du Breuil, abate e cronista francese
- Geoffroy Messina, rugbista a 15 francese

### Variante Jeffrey

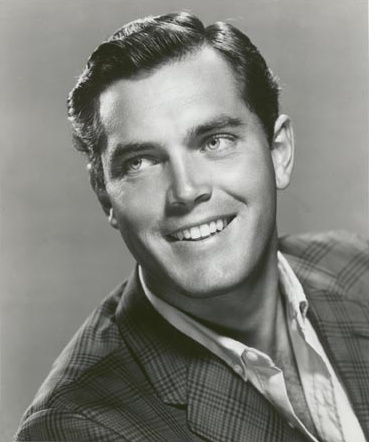
Jeffrey Hunter

- Jeffrey Amherst, militare britannico
- Jeffrey Ashby, astronauta statunitense
- Jeffrey Donovan, attore statunitense
- Jeffrey Eugenides, scrittore statunitense
- Jeffrey Hunter, attore statunitense
- Jeffrey Jones, attore statunitense
- Jeffrey Katzenberg, produttore cinematografico statunitense
- Jeffrey Lynn, attore statunitense
- Jeffrey Dean Morgan, attore statunitense
- Jeffrey Lee Pierce, musicista statunitense
- Jeffrey Pollack, imprenditore statunitense
- Jeffrey Wright, attore statunitense

### Variante Jeff
- Jeff Beck, chitarrista e cantante britannico
- Jeff Bridges, attore, produttore cinematografico e musicista statunitense
- Jeff Buckley, cantautore e chitarrista statunitense
- Jeff Chandler, attore statunitense
- Jeff Dunham, comico statunitense
- Jeff Grubb, scrittore e autore di giochi statunitense
- Jeff Koons, artista statunitense

### Altre varianti
- Seathrún Céitinn, religioso, poeta e storico irlandese
- Jeffery Deaver, scrittore statunitense

## Il nome nelle arti
- Jeffrey Clive è un personaggio della serie televisiva L'incredibile Hulk.
- Jeffrey Lebowski, detto "Drugo" è il protagonista del film del 1998 Il grande Lebowski, diretto da Joel Coen.
- Jeffrey Mace è un personaggio dei fumetti Marvel Comics.
- Jeffrey O'Neill è un personaggio della soap opera Sentieri.
- Jeffrey Sinclair è un personaggio della serie televisiva Babylon 5.
- Jeffrey Spender è un personaggio della serie televisiva X-Files.
- Jeffrey Allan Woods, meglio noto come Jeff the Killer, è un personaggio immaginario protagonista di alcune Creepypasta.